# Orbisonia
Orbisonia is een plaats (borough) in de Amerikaanse staat Pennsylvania, en valt bestuurlijk gezien onder Huntingdon County.

## Demografie
Bij de volkstelling in 2000 werd het aantal inwoners vastgesteld op 425.
In 2006 is het aantal inwoners door het United States Census Bureau geschat op 407, een daling van 18 (-4,2%).

## Geografie
Volgens het United States Census Bureau beslaat de plaats een oppervlakte van
0,2 km², geheel bestaande uit land. Orbisonia ligt op ongeveer 225 m boven zeeniveau.

## Plaatsen in de nabije omgeving
De onderstaande figuur toont nabijgelegen plaatsen in een straal van 12 km rond Orbisonia.